# Jiří Prskavec
Jiří Prskavec (Mělník, 18 de maio de 1993) é um canoísta de slalon checo.

## Carreira
Prskavec representou seu país no Rio 2016, onde conquistou a medalha de bronze no slalon K-1. Obteve o ouro na mesma prova em Tóquio 2020.